# Nebeltraufe

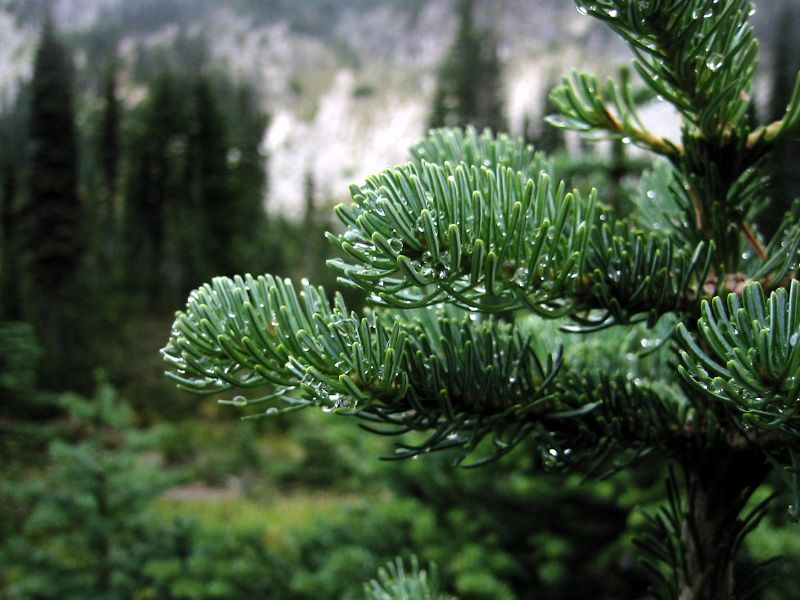
Ein Nadelbaum (Abies lasiocarpa) mit Tauperlen, die bis auf ihre Entstehung identisch zur Nebeltraufe sind

Als Nebeltraufe oder Nebeltau bezeichnet man den sich aus einem Nebel an Oberflächen absetzenden, flüssigen Niederschlag. Zu Nebeltraufe kommt es nur dann, wenn der Nebel ausreichend große Tropfengrößen aufweist und folglich nässend ist. Auch müssen die Lufttemperaturen über dem Gefrierpunkt des Wassers liegen, also 0 °C, da es ansonsten zur Bildung von Raufrost oder Raueis kommt.
Nebeltraufe bildet einen Beschlag auf allen Oberflächen, die mit ihm in Kontakt kommen, was besonders bei Nadelholzgewächsen größere Ausmaße annehmen kann. Die hohe spezifische Oberfläche der Nadeln bzw. jeder anderen geeigneten Oberfläche entnehmen dabei dem Nebel einen Teil seines Wassers, das über verschiedene Wege den Boden erreicht und damit zur Niederschlagsmenge beiträgt. Die Kanarische Kiefer ist aufgrund ihrer stark gebüschelten Nadeln in der Lage, den feuchten Passatwinden das Zwei- bis Dreifache des normalen Niederschlags zu entziehen.

## Bedeutung
Nebeltraufe spielt besonders bei Pflanzen in Regionen mit hohem bzw. vor allem regelmäßigem Nebelaufkommen und einem ansonsten geringem Wasserdargebot eine wichtige Rolle als Wasserquelle. Besonders hiervon betroffen ist Vegetation an Berghängen in Küstennähe tropischer- und subtropischer Gebiete mit Wind- oder Temperaturbedingungen, die keinen Regen ermöglichen. Man spricht daher auch von Nebelwäldern. Bei mitteleuropäischer Flora ist der hydrologische Einfluss der Nebeltraufe hingegen vergleichsweise gering, hier spielen eher die in den Nebeltröpfchen gelösten Schadstoffe eine Rolle.
Auch für den Menschen können die sehr regelmäßigen Nebel bei ansonsten ariden Gebieten einen wichtigen Beitrag zur Trinkwasserversorgung bieten, eingeschränkt sogar zur Brauchwasserversorgung. Dies wird in Stationen wie Gobabeb erforscht und an den südpazifischen Andenhängen in Versuchsanlagen erfolgreich angewendet. Da die künstliche Nebeltraufe mithilfe einiger feinmaschiger Netze sehr kostengünstig zu errichten und zu unterhalten ist, eignet sie sich gerade auch für Entwicklungsländer.

## Messung
Gemessen wird die Nebeltraufe meist indirekt über einen Nebelfänger, also ein feines Maschendrahtnetz über einem Regenmesser, das das Nebelhindernis simuliert. Eine direkte Messung des Stamm- bzw. Stängelabflusses ist über Trichter möglich, die man an der gewünschten Abflussfläche anbringt. Der Tropfenniederschlag des abgefangenen Nebelwassers kann einfach aufgefangen werden.